# پاو پاو (کنتاکی)
پاو پاو (به انگلیسی: Paw Paw) یک منطقهٔ مسکونی در ایالات متحده آمریکا است که در کنتاکی واقع شده‌است. پاو پاو ۲۹۹٫۹۳ متر بالاتر از سطح دریا قرار دارد.